# Thatcher Demko
Thatcher Douglas Demko (* 8. prosince 1995, San Diego) je americký profesionální hokejový brankář hrající za Vancouver Canucks v National Hockey League (NHL). Canucks si jej jako 36. celkově ve druhém kole vybrali ve vstupním draftu NHL 2014.

## Hráčská kariéra
Demko s hokejem začal v rodném San Diegu ve věku čtyř let. Juniorský hokej hrál v USHL za Omaha Lancers a výběr USA (National Team Development Program). Odehrál 3 sezóny univerzitního hokeje (2013/14–2015/16) na Boston College, kde hrál za školní tým Eagles v soutěži Hockey East. V nováčkovské sezóně se stal nejlepším brankářem konference, a získal místo v All-Star týmu nováčků. Neunikl tak pozornosti skautům NHL, kteří ho ohodnotili jako nejlepšího severoamerického brankáře před draftem 2014. Vybral si ho ve 2. kole tým Vancouver Canucks na celkem 36. pozici.
Dne 20. dubna 2016 podepsal s Vancouverem tříletý nováčkovský kontrakt. Sezónu 2016/17 odehrál na farmě v Utica Comets. V NHL debutoval až ke konci sezóny 2017/18, odchytal však pouze jediný zápas, Vancouveru pomohl k výhře v prodloužení nad Columbusem. V lednu 2019 Canucks vyměnili brankáře Anderse Nilssona do Ottawy Senators, čímž se na soupisce uvolnilo místo pro Demka, který si v sezóně připsal 9 startů. Dne 24. dubna 2019 podepsal Demko novou smlouvu na 2 roky v celkové hodnotě 2,1 milionů dolarů.
V následující sezóně dál plnil roli záložního brankáře, po zranění Jacoba Markströma dochytal zbytek zápasů před přerušením sezóny pandemií covidu-19. Canucks se kvalifikovali do rozšířeného play-off, kde si v pátém zápase 2. kola proti Vegas Golden Knights Demko připsal první start v play-off, když nahradil opět zraněného Markströma. Pochytal 43 ze 44 střel a v eliminačním zápase pomohl Canucks k výhře 2-1. V šestém utkání nepustil ani jednu ze 48 střel a Vancouver si vynutil sedmý zápas výhrou 4-0. V rozhodujícím utkání série opět dlouho držel Canucks nad vodou, prohra 0-3 ale znamenala konec sezóny. Celkem ve 3 zápasech playoff 2019/20 měl úspěšnost zákroků závratných 98,5% a ve všech byl vyhlášen první hvězdou utkání. Svými výkony si důrazně řekl o post brankářské jedničky a Markström byl vedením vyměněn do Calgary Flames.
Ve zkrácené sezóně 2020/21 odchytal většinu zápasů a potvrdil tak svou roli v brankovišti Canucks. Dne 31. března 2021 podepsal novou smlouvu na pět let v celkové hodnotě 25 milionů dolarů. Ročník 2021/22 pro NHL znamenal návrat k původnímu formátu a pro Demka průlom mezi brankářskou elitu. Odehrál 64 zápasů, byl vyhlášen Třetí hvězdou prosince a poprvé v kariéře si zahrál NHL All-Star Game. V sezóně 2022/23 se trápil se zraněním třísla, o brankářské povinnosti se dělil se Spencerem Martinem a Vancouver opět skončil mimo play-off. To se konečně změnilo v dalším ročníku 2023/24, kdy se Demko vrátil v plné síle a pomohl Vancouveru k prvnímu diviznímu titulu od roku 2013. Byl dokonce jmenován finalistou Vezina Trophy pro nejlepšího brankáře ligy. Ve svém prvním zápase play-off po 4 letech vychytal Demko výhru 4-2 proti Nashville Predators, přivodil si během něj ale zranění levého kolene, které pro něj znamenalo smolný konec sezóny. Do branky Canucks se postavil Casey DeSmith, a když se zranil i on, dohrál zbytek play-off Lotyš Artūrs Šilovs. Tažení Vancouveru skončilo ve 2. kole, kde po sedmizápasové sérii vypadli s Edmontonem Oilers. Demka zraněné koleno připravilo i o začátek sezóny 2024/25, k 1. prosinci 2024 zatím neodehrál jediný zápas.

## Reprezentace
Demko je stříbrným medailistou z Mistrovství světa do 18 let 2013 v Soči, na turnaji odehrál všechny zápasy. Byl součástí výběru USA pro Mistrovství světa juniorů 2014 v Malmö, na ledě se však neobjevil a Američané vypadli ve čtvrtfinále s Ruskem.
Na následujícím Mistrovství světa juniorů 2015 v Kanadě mu již patřila role brankářské jedničky, chytal 4 z 5 zápasů. Přestože USA opět na turnaji skončilo po čtvrtfinálové porážce s Ruskem, byl Demko třetím nejlepším gólmanem mistrovství.
Dostal se do americké nominace pro Mistrovství světa 2016 v Rusku, avšak v roli třetího brankáře do turnaje nezasáhl.
V seniorské reprezentaci debutoval na Mistrovství světa 2019 na Slovensku, kde dělal náhradníka Corymu Schneiderovi. Zahrál si proti Francii a Velké Británii, v obou zápasech si připsal výhru. Další čtvrtfinálovou prohru s Ruskem sledoval pouze z lavičky.

## Osobní život
Demko a jeho žena Lexie spolu mají jedno dítě.

## Prvenství
- Debut v NHL - 31. března 2018 (Vancouver Canucks proti Columbus Blue Jackets)
- První inkasovaný gól v NHL - 31. března 2018 (Vancouver Canucks proti Columbus Blue Jackets, americký obránce Seth Jones)
- První vychytaná nula v NHL (zákl. část) - 1. března 2021 (Winnipeg Jets proti Vancouver Canucks)
- První vychytaná nula v NHL (play-off) - 3. září 2020 (Vancouver Canucks proti Vegas Golden Knights)

## Klubová statistika

### Základní části
| Sezona       | Tým                          | Liga         | Z   | V   | P  | Pvp | MIN    | OG  | ČK | POG  | %ChS |
| ------------ | ---------------------------- | ------------ | --- | --- | -- | --- | ------ | --- | -- | ---- | ---- |
| 2011–12      | Omaha Lancers                | USHL         | 15  | 9   | 3  | 0   | 754    | 36  | 1  | 2.87 | .899 |
| 2012–13      | US National Development Team | USHL         | 19  | 15  | 3  | 0   | 1,059  | 39  | 1  | 2.21 | .902 |
| 2013–14      | Boston College               | HE           | 24  | 16  | 5  | 3   | 1,446  | 54  | 2  | 2.24 | .919 |
| 2014–15      | Boston College               | HE           | 35  | 19  | 13 | 3   | 2,107  | 77  | 1  | 2.19 | .925 |
| 2015–16      | Boston College               | HE           | 39  | 27  | 8  | 4   | 2,362  | 74  | 10 | 1.88 | .935 |
| 2016–17      | Utica Comets                 | AHL          | 45  | 22  | 17 | 4   | 2,555  | 114 | 2  | 2.68 | .907 |
| 2017–18      | Utica Comets                 | AHL          | 46  | 25  | 13 | 7   | 2,781  | 113 | 1  | 2.44 | .922 |
| 2017–18      | Vancouver Canucks            | NHL          | 1   | 1   | 0  | 0   | 61     | 4   | 0  | 3.93 | .867 |
| 2018–19      | Utica Comets                 | AHL          | 16  | 8   | 5  | 1   | 860    | 37  | 0  | 2.58 | .911 |
| 2018–19      | Vancouver Canucks            | NHL          | 9   | 4   | 3  | 1   | 534    | 25  | 0  | 2.81 | .913 |
| 2019–20      | Vancouver Canucks            | NHL          | 27  | 13  | 10 | 2   | 1,529  | 78  | 0  | 3.06 | .905 |
| 2020–21      | Vancouver Canucks            | NHL          | 35  | 16  | 18 | 1   | 2,087  | 99  | 1  | 2.85 | .915 |
| 2021–22      | Vancouver Canucks            | NHL          | 64  | 33  | 22 | 7   | 3,701  | 168 | 1  | 2.72 | .915 |
| 2022–23      | Vancouver Canucks            | NHL          | 32  | 14  | 14 | 4   | 1,879  | 99  | 1  | 3.16 | .901 |
| 2023–24      | Vancouver Canucks            | NHL          | 51  | 35  | 14 | 2   | 3,016  | 123 | 5  | 2.45 | .918 |
| Celkem v NHL | Celkem v NHL                 | Celkem v NHL | 219 | 116 | 81 | 17  | 12,807 | 596 | 8  | 2.79 | .912 |

### Play-off
| Sezona       | Tým               | Liga         | Z | V | P | MIN | OG | ČK | POG  | %ChS |
| ------------ | ----------------- | ------------ | - | - | - | --- | -- | -- | ---- | ---- |
| 2017–18      | Utica Comets      | AHL          | 5 | 2 | 3 | 312 | 14 | 0  | 2.69 | .927 |
| 2019–20      | Vancouver Canucks | NHL          | 4 | 2 | 1 | 186 | 2  | 1  | 0.64 | .985 |
| 2023–24      | Vancouver Canucks | NHL          | 1 | 1 | 0 | 60  | 2  | 0  | 2.00 | .917 |
| Celkem v NHL | Celkem v NHL      | Celkem v NHL | 5 | 3 | 1 | 246 | 4  | 1  | 0.97 | .974 |

### Reprezentace
| Rok                       | Tým                       | Soutěž                    | Z  | V | P | R | MIN | OG | ČK | POG  | %ChS |
| ------------------------- | ------------------------- | ------------------------- | -- | - | - | - | --- | -- | -- | ---- | ---- |
| 2013                      | USA 18                    | MS-18                     | 7  | 3 | 3 | 0 | 428 | 16 | 1  | 2.24 | .899 |
| 2015                      | USA 20                    | MSJ                       | 4  | 1 | 1 | 0 | 242 | 7  | 1  | 1.74 | .939 |
| 2019                      | USA                       | MS                        | 2  | 2 | 0 | 0 | 120 | 4  | 0  | 2.00 | .920 |
| Juniorská kariéra celkově | Juniorská kariéra celkově | Juniorská kariéra celkově | 11 | 4 | 4 | 0 | 670 | 23 | 2  | 2.06 | .916 |
| Seniorská kariéra celkově | Seniorská kariéra celkově | Seniorská kariéra celkově | 2  | 2 | 0 | 0 | 120 | 4  | 0  | 2.00 | .920 |